# うらがわら駅
うらがわら駅（うらがわらえき）は、新潟県上越市浦川原区顕聖寺にある北越急行ほくほく線の駅。

## 歴史

### 駅名の由来
開業当時の村名である浦川原をひらがな化したもの。

### 年表
- 1997年（平成9年）3月22日：ほくほく線（全線：六日町 - 犀潟間）開業と同時に営業開始[1]。
- 2017年（平成29年）4月18日：2016年6月、北越急行と佐川急便が貨客混載事業に取り組むことに合意[2]。2017年4月18日より六日町 - うらがわら駅間で荷物の輸送が始まった[3][4]。

## 駅構造
犀潟方面に向かって左側にある単式ホーム1面1線の高架駅。無人駅となっている。駅舎とは階段とエレベーターで連絡しており、駅舎内には待合所や公衆電話、自動券売機、トイレが設置されている。
列車が通過する際のメロディーは西武多摩湖線多摩湖駅で発車メロディーとして使用されている曲の音色違いのものが使用されている。
かつて快速が停車していた駅で交換設備を持っていなかったのは当駅とほくほく大島駅である。

## 利用状況
1日の平均乗車人員は以下の通りである（出典：上越市統計要覧）。
| 乗車人員推移 | 乗車人員推移 |
| 年度         | 1日平均人数  |
| ------------ | ------------ |
| 2005         | 121          |
| 2006         | 126          |
| 2007         | 133          |
| 2008         | 135          |
| 2009         | 135          |
| 2010         | 132          |
| 2011         | 138          |
| 2012         | 123          |
| 2013         | 116          |
| 2014         | 105          |
| 2015         | 106          |
| 2016         | 115          |
| 2017         | 118          |
| 2018         | 113          |

## 駅周辺
- 上越市 浦川原区総合事務所
- 上越市立高田図書館 浦川原分館
- 上越市立浦川原小学校
- 上越市立浦川原中学校
- えちご上越農業協同組合（JAえちご上越）浦川原支店
- 東頸バス本社、浦川原バスターミナル（旧頸城鉄道線浦川原駅）[1]

## バス路線

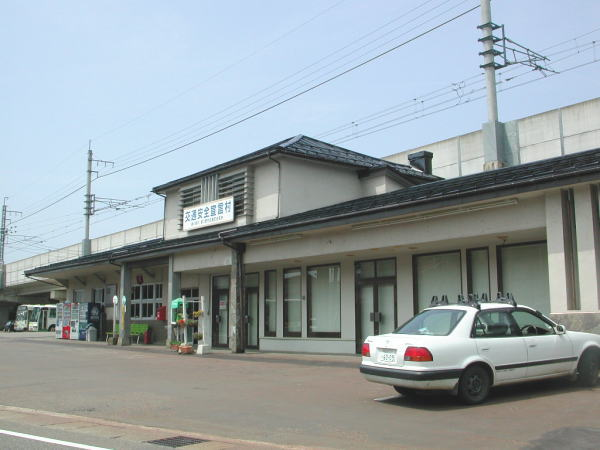
うらがわら駅から東へ徒歩約5分のところに、東頸バス本社・浦川原バスターミナル（旧頸城鉄道線浦川原駅）がある。社屋裏手、かつて軽便鉄道のホームだった箇所には現在、ほくほく線の高架線路が通じている。

2020年4月時点での情報を示す。駅前および浦川原バスターミナルには直江津・高田方面への路線や安塚区・大島区方面の路線のほか、予約型デマンドバスが発着する。
「うらがわら駅前」停留所・「浦川原バスターミナル」停留所
- 頸城自動車
  - 10 直江津・浦川原線
- くびき野バス
  - 44 高田・浦川原線
- 東頸バス
  - 60 安塚線
  - 61 太平線
  - 62-65 予約型乗合バス

## 隣の駅
北越急行
■ほくほく線
虫川大杉駅 - うらがわら駅 - 大池いこいの森駅